# HD 118054
y Де́вы (лат. y Virginis), HD 118054 — тройная звезда в созвездии Девы на расстоянии (вычисленном из значения параллакса) приблизительно 483 световых лет (около 148 парсек) от Солнца. Возраст звезды определён как около 835 млн лет.

## Характеристики
Первый компонент (HD 118054A) — белая звезда спектрального класса A0V, или A0, или A1SrEuCr, или A2pSrEu:Cr:. Визуальная звёздная величина звезды — +5,932m. Масса — около 2,4 солнечной, радиус — около 2,9 солнечного, светимость — около 79,433 солнечной. Эффективная температура — около 10000 K.
Второй компонент (HD 118054B). Визуальная звёздная величина звезды — +7,29m. Орбитальный период — около 190,416 года. Удалён на 0,4 угловой секунды.
Третий компонент (UCAC4 384-063271) — жёлтый карлик спектрального класса G. Визуальная звёздная величина звезды — +12,4m. Радиус — около 1,12 солнечного, светимость — около 1,129 солнечной. Эффективная температура — около 5803 K. Удалён на 26,7 угловой секунды.